# Spore (videogioco 1987)
Spore è un videogioco sparatutto con elementi rompicapo e strategici, pubblicato in edizione economica da Mastertronic con il marchio Bulldog Software nel tardo 1987 per Commodore 16 e Commodore 64 e nel 1988 per ZX Spectrum. L'ambientazione è fantascientifica, ma la grafica è semplice e quasi astratta; il combattimento ha ritmi veloci e somiglianze con il classico Gauntlet. La versione Commodore 64 venne di solito ben accolta dalla critica, in alcuni casi con giudizi ottimi; le recensioni per Spectrum furono invece variabili e a volte molto negative.
Nel 1989 un seguito chiamato Mutant Zone era in fase avanzata di sviluppo per Commodore 64 e pianificato per ZX Spectrum, ma per ragioni ignote non venne mai pubblicato.

## Modalità di gioco
Il giocatore controlla una navicella a forma di stella all'interno di un laboratorio infettato da letali spore geneticamente modificate. Il gioco si compone di livelli (50 su Commodore 64), ognuno dei quali è un labirinto sempre più intricato e pieno di ostacoli e nemici. La visuale è fissa dall'alto e lo scenario è composto da oggetti piccoli e graficamente minimali, disposti su una griglia ideale di caselle. Lo scopo è raccogliere tutti i barili di pesticida disseminati nell'area, evitando di essere distrutti dalle spore.
La navicella può spostarsi o sparare nelle 8 direzioni cardinali, ma non entrambe le cose simultaneamente. Le spore, rappresentate come sferette pulsanti (rettangolini su Spectrum), puntano sempre direttamente contro la navicella, senza capacità di aggirare ostacoli, e quando hanno la strada libera la assalgono velocemente, sottraendole energia se riescono a toccarla. L'energia cala anche lentamente col passare del tempo e al suo esaurimento la partita termina. Ci sono generatori, in forma di quadratini rossi, che producono di tanto in tanto nuove spore; la navicella può distruggere sia le spore sia i generatori.
Il laboratorio è diviso in aree isolate da barriere laser, non oltrepassabili né dalla navicella né dalle spore, che si estendono tra due appositi quadratini e a volte fanno curve ad angolo retto grazie alla presenza di specchi. Il giocatore può spegnere ciascuna barriera sparando a uno dei rispettivi quadratini o deviarla sparando allo specchio.
Altri elementi dello scenario sono pareti indistruttibili e terra che può essere gradualmente distrutta sia dai colpi del giocatore sia dalle spore. Oltre ai barili possono esserci power-up da raccogliere: boccette per ricaricare l'energia e pillole, attivabili quando si desidera, che fanno temporaneamente fuggire via le spore.
Il programma è dotato di un editor di livelli integrato.
La versione Commodore 64 originale include un minigioco eseguibile durante il caricamento da nastro, lo sparatutto Load 'n Play.